# Estación Rafaela (Mitre)
Rafaela es una estación de tren ubicada en la ciudad homónima de la provincia argentina de Santa Fe, perteneciente al Ferrocarril Linea San Martin de la red ferroviaria argentina.

## Servicios
La estación presta servicios de pasajeros y de cargas desde su inauguración. Fue una de las paradas del Estella del Norte, uno de los trenes de pasajeros más importantes primero del Ferrocarril Central Argentino y años más tarde de Ferrocarriles Argentinos, hasta su cancelación a comienzos de los años 1990.
Durante esa década el Ferrocarril Mitre fue dado en concesión a la empresa Nuevo Central Argentino (NCA) para la explotación del servicio de cargas mientras que el servicio de pasajeros fue suspendido. Las empresas Tucumán Ferrocarriles (TUFESA) y NOA Ferrocarriles prestaron servicio interurbano de pasajeros durante cortos períodos de tiempo. Desde 2006, la empresa Ferrocentral prestó servicio interurbano de pasajeros entre Retiro y Tucumán, teniendo a Rafaela como una de las paradas intermedias del recorrido.
Desde octubre de 2014 la empresa estatal Trenes Argentinos Operaciones se hace cargo plenamente de este servicio.

## Historia
Fue inaugurada el 11 de marzo de 1887 como parte de la línea a San Miguel de Tucumán del Ferrocarril Buenos Aires a Rosario.

## Galería

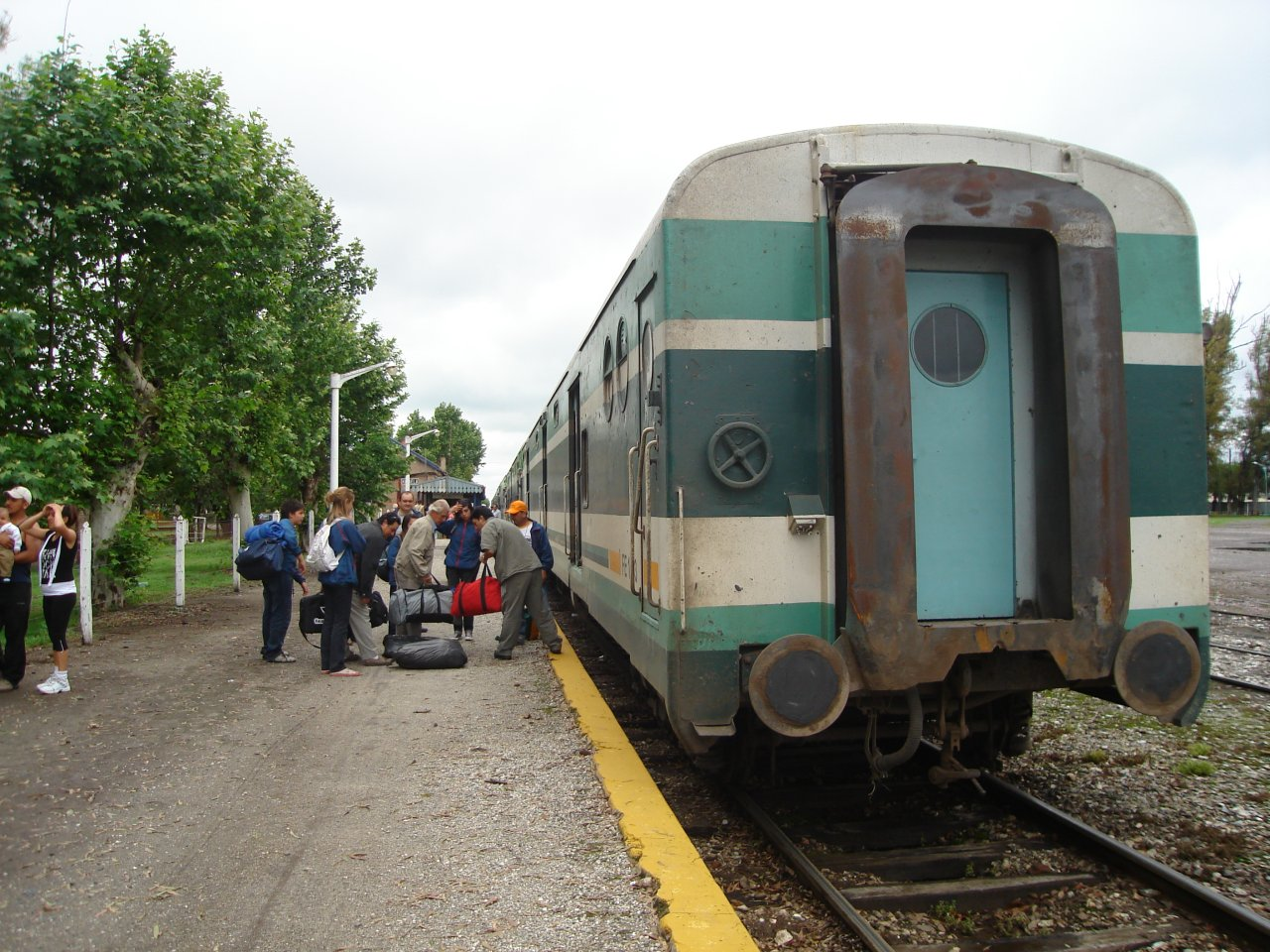
Formación detenida en la estación en 2008